# Szorosad
Szorosad ist eine ungarische Gemeinde im Kreis Tab im Komitat Somogy.

## Geografische Lage
Szorosad liegt ungefähr 33 Kilometer nordöstlich des Komitatssitzes Kaposvár und 15 Kilometer südlich der Kreisstadt Tab, am linken Ufer des Flusses Koppány. Nachbargemeinden sind Kára, Somogydöröcske und Törökkoppány.

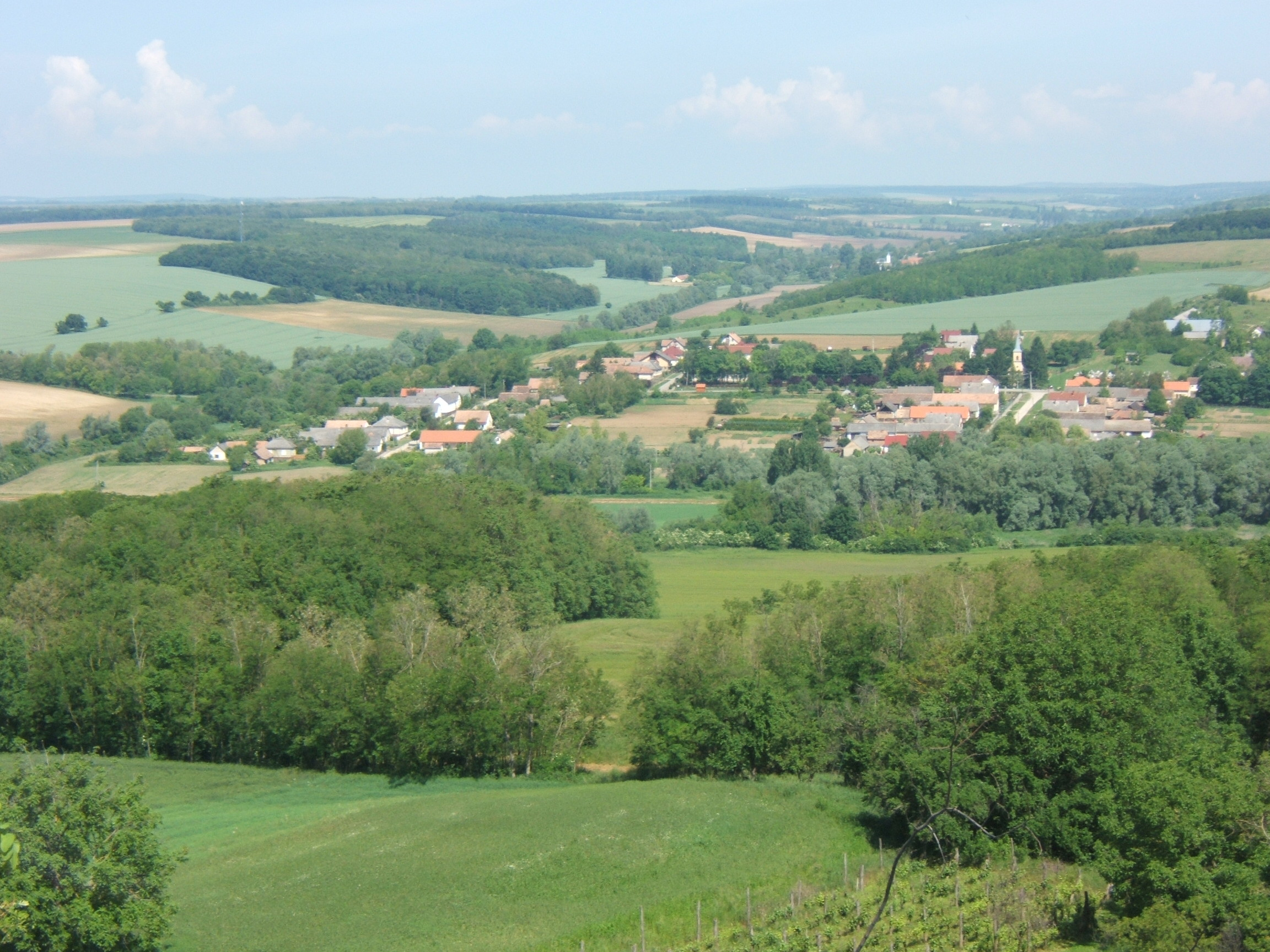
Blick auf Szorosad vom Weinberg

## Geschichte
Im Jahr 1913 gab es in der damaligen Kleingemeinde 61 Häuser und 401 Einwohner auf einer Fläche von 1123 Katastraljochen. Sie gehörte zu dieser Zeit zum Bezirk Igal im Komitat Somogy.

## Sehenswürdigkeiten
- Römisch-katholische Kirche Szent József, erbaut 1835
- Volkskundliche Sammlung (Néprajzi gyűjtemény)
- Weltkriegsdenkmal (I. világháborús emlék)

## Verkehr
Durch Szorosad verläuft die Landstraße Nr. 6508, auf die am westlichen Ortsrand die Landstraße Nr. 6516 mündet. Es bestehen Busverbindungen in die Kreisstadt Tab. Der nächstgelegene Bahnhof befindet sich gut zehn Kilometer westlich in Bonnya.